# Hiunchuli
Der Hiunchuli (auch Hiun Chuli; Nepali: हिउँचुली) ist ein Berg im Himalaya in Nepal.
Der Hiunchuli hat eine Höhe von 6441 m und befindet sich im Gebirgsmassiv Annapurna Himal östlich des Annapurna Süd (7219 m). Ihm gegenüber auf der östlichen Seite des engen Modi-Khola-Flusstals erhebt sich der Machapucharé (6997 m). Der Hiunchuli gilt als schwierigerer Trekkinggipfel.
Der Berg wurde am 10. Oktober 1971 durch Mitglieder des US-Friedenscorps (Craig Anderson, Peter Cross, Lane Smith, James Richards und John Skow) erstbestiegen. Die Aufstiegsroute führte über die Ostwand.